# Prvenstvo Hrvatske u dvoranskom hokeju 1993.
Prvenstvo Hrvatske u dvoranskom hokeju za 1993. je drugi put zaredom osvojio Marathon iz Zagreba. 

Prvenstvo je igrano između 2. siječnja i 7. ožujka 1993. godine.

## Ljestvice i rezultati

### I. liga

#### Ljestvica
| mj | klub                       | ut | pob | ner | por | gol+ | gol- | bod     |             |
| -- | -------------------------- | -- | --- | --- | --- | ---- | ---- | ------- | ----------- |
| 1. | Marathon (Zagreb)          | 14 | 12  | 1   | 1   | 132  | 55   | 25      | doigravanje |
| 2. | Jedinstvo (Zagreb)         | 14 | 10  | 0   | 4   | 104  | 54   | 20      | doigravanje |
| 3. | Mladost (Zagreb)           | 14 | 9   | 0   | 5   | 98   | 66   | 18      | doigravanje |
| 4. | Concordia (Zagreb)         | 14 | 7   | 3   | 4   | 86   | 70   | 17      | doigravanje |
| 5. | Zelina (Sveti Ivan Zelina) | 14 | 5   | 4   | 5   | 68   | 80   | 12 (-2) |             |
| 6. | Centar (Zagreb)            | 14 | 2   | 3   | 9   | 51   | 96   | 7       |             |
| 7. | Voće-Dona (Zagreb)         | 14 | 3   | 0   | 11  | 36   | 102  | 6       |             |
| 8. | Trešnjevka (Zagreb)        | 14 | 0   | 3   | 11  | 36   | 100  | 3       |             |

#### Doigravanje za prvaka
| klub1                      | klub2         | rezultati     |
| poluzavršnica              | poluzavršnica | poluzavršnica |
| -------------------------- | ------------- | ------------- |
| Concordia                  | Marathon      | 5:8*, 6:12    |
| Mladost                    | Jedinstvo     | 4:7, 5:4      |
|                            |               |               |
| završnica                  |               |               |
| Jedinstvo                  | Marathon      | 3:2*, 2:4     |
|                            |               |               |
| * domaća utakmica za klub1 |               |               |

### II. liga
| mj | klub                | ut | pob | ner | por | gol+ | gol- | bod |
| -- | ------------------- | -- | --- | --- | --- | ---- | ---- | --- |
| 1. | Maja-Amor (Zagreb)  | 10 | 9   | 0   | 1   | 63   | 27   | 18  |
| 2. | A H K (Zagreb)      | 10 | 8   | 1   | 1   | 45   | 27   | 17  |
| 3. | Zagreb (Zagreb)     | 10 | 3   | 1   | 6   | 47   | 41   | 7   |
| 4. | Šparkasa (Zagreb)   | 10 | 3   | 1   | 6   | 36   | 57   | 7   |
| 5. | Sloga (Zagreb)      | 10 | 2   | 2   | 6   | 28   | 58   | 6   |
| 6. | Akademičar (Zagreb) | 10 | 2   | 1   | 7   | 44   | 53   | 5   |

## Konačni poredak
1. Marathon (Zagreb)
2. Jedinstvo (Zagreb)
3. Mladost (Zagreb)
4. Concordia (Zagreb)
5. Zelina (Sveti Ivan Zelina)
6. Centar (Zagreb)
7. Voće-Dona (Zagreb)
8. Trešnjevka (Zagreb)
9. Maja-Amor (Zagreb)
10. A H K (Zagreb)
11. Zagreb (Zagreb)
12. Šparkasa (Zagreb)
13. Sloga (Zagreb)
14. Akademičar (Zagreb)